# Consuelo Berlanga
Consuelo Berlanga (Aguilar de la Frontera, Còrdova, 18 de febrer de 1955) és una periodista espanyola. És casada i mare d'un fill.

## Biografia
La seva trajectòria professional ha estat relacionada fonamentalment amb el món de la televisió, encara que també ha fet treballs destacats a la ràdio.
La primera experiència davant la càmera va ser a Por la mañana (1987-1989), el programa que Jesús Hermida dirigia i presentava diàriament a Televisió espanyola.
Després de la finalització del programa va ser fitxada per Chicho Ibáñez Serrador per a presentar el concurs Waku Waku (1989), en el qual es va mantenir entre 1989 i 1991.
Posteriorment va passar a Antena 3 on va conduir el magazín diari Tan contentos (1991-1992), al que seguirien en la mateixa cadena el concurs Corazón de melón (1992, el musical Quédate con la copla (1992) i l'infantil Cámara baja (1993). En aquesta mateixa etapa va saber també aprofitar l'oportunitat que se li va oferir de treballar a la ràdio, amb l'espai Somos como somos (1993) d'Antena 3 Radio.
Una vegada finalitzada la relació amb la cadena privada, es va traslladar a Sevilla, i el seu desenvolupament professional va estar durant anys molt lligat a l'emissora autonòmica andalusa, Canal Sur, on ha presentat l'espai nostàlgic Qué pasó con i Senderos de Gloria, un programa plantejat com a homenatge als rostres anònims de la realitat andalusa.
Des de novembre de 2004 i fins a agost de 2009 realitza el programa El Punto Berlanga a Punto Radio.
El 2010 va concursar a Supervivientes. Tanmateix, al cap de set dies, es va convertir en la primera expulsada. A la fi d'aquest any comença a col·laborar en el programa ¡Qué tiempo tan feliz!, a Telecinco, presentat per María Teresa Campos, on va romandre fins 2014.

## Premis
- Antena de Oro de Televisió 1999.

## Trajectòria a TV
- Por la mañana (1987-1989) a Televisión Española. - Col·laboradora
- Waku Waku (1989-1991) a Televisión Española. - Presentadora
- Tan contentos (1991-1992) a Antena 3. - Presentadora i directora
- Campanadas Fin de Año (1991) a Antena 3. - Presentadora
- Corazón de melón (1992) en Antena 3. - Presentadora
- Quédate con la Copla (1992) a Antena 3. - Presentadora
- Cámara Baja  (1993) a Antena 3. - Presentadora
- Qué pasó con (1995-1996) a Canal Sur i Telemadrid. - Presentadora
- Por qué (1997) en Canal Sur. - Presentadora
- Canciones para el recuerdo (1997 - 1998) a Canal Sur. - Presentadora
- Senderos de Gloria (1999-2003) a Canal Sur. - Presentadora
- Gala de Andalucia (2003) a Canal Sur. - Presentadora
- Punto y Medio Verano (2006) a Canal Sur.- Presentadora
- El punto Berlanga (2004-2009) a Punto Radio. - Presentadora
- Supervivientes (2010) a Telecinco. - Concursant
- ¡Qué tiempo tan feliz! (2010-2014) a Telecinco. - Col·laboradora
- Gran Hermano VIP 5: El debate (2017) a Telecinco. - Col·laboradora
- Deluxe (2017) a Telecinco. - Col·laboradora